# Emilio Aguinaldo
Emilio Aguinaldo y Famy (ur. 23 marca 1869 w Cavite, zm. 6 lutego 1964 w Manili) – filipiński rewolucjonista i polityk. Przywódca powstania o niepodległość Filipin przeciwko Hiszpanii, a później przeciwko Stanom Zjednoczonym.

## Życiorys
Aguinaldo pochodził z mieszanego małżeństwa, jego ojciec był Chińczykiem, a matka Filipinką. Ukończył studia na Uniwersytecie Santo Tomás w Manili. W sierpniu 1896 został przywódcą tajnego stowarzyszenia Katipunan (był jednocześnie burmistrzem miasta Cavite Viejo), które prowadziło bezskuteczną walkę z Hiszpanami. W grudniu 1897 r. został sygnatariuszem porozumienia z hiszpańskim gubernatorem generalnym, nazwanego „Paktem Biac-na-Bató”. Zgodził się wtedy na opuszczenie Filipin i udanie się na wieczne wygnanie, w zamian za wsparcie finansowe i obietnice liberalnych reform w kraju. Podczas pobytu w Hongkongu i w Singapurze spotkał się z amerykańskimi konsulami w tych miastach oraz z komandorem George’em Deweyem, wtedy też uzgodnił z nimi swój powrót na Filipiny i pomoc dla Amerykanów w ich wojnie z Hiszpanią.
Aguinaldo wrócił na Filipiny 19 maja 1898 r. i ogłosił wznowienie walki z Hiszpanami. Filipińczycy zadeklarowali swoją niepodległość 12 czerwca 1898 r. i ustanowili tymczasową republikę, której prezydentem został Aguinaldo. Formalne ogłoszenie suwerenności nastąpiło we wrześniu, a dokonało tego zgromadzenie rewolucyjne. Na drodze do suwerenności Filipin stanął jednak traktat pokojowy hiszpańsko-amerykański, podpisany w Paryżu 10 grudnia 1898 r., w którym Hiszpania zrzekła się wyspy Guam, Portoryko oraz Filipin na rzecz Stanów Zjednoczonych
W tym czasie stosunki filipińsko-amerykańskie coraz bardziej się zaogniały. 23 stycznia 1899 r. uchwalona została tzw. Konstytucja Malolos, na mocy której Filipiny stały się republiką. Aguinaldo, który był prezydentem tymczasowego rządu, został już oficjalnie wybrany na głowę nowego państwa.
W nocy 4 lutego wydarzenia nabrały szybszego tempa, wtedy to bowiem rozpoczęły się walki pomiędzy Filipińczykami, którzy otoczyli Manilę, a stacjonującymi w tym mieście Amerykanami. Jednak z biegiem czasu armia amerykańska zaczęła opanowywać sytuację, mimo zaciekłego oporu Filipińczyków. W międzyczasie Aguinaldo wypowiedział wojnę Stanom Zjednoczonym, które w odpowiedzi na to wysłały w rejon konfliktu dodatkowe posiłki. Powstańczy rząd musiał uciekać na północ kraju. W listopadzie 1899 r. Filipińczycy przeszli do walki partyzanckiej, wraz z którą wzrosło okrucieństwo obydwu walczących stron. W czasie trwającej dwa lata wojny zabitych zostało 4 000 Amerykanów i około 8 000 Filipińczyków.
Po trzech latach walk powstanie ostatecznie zostało spacyfikowane, a gen. Frederick Funston pojmał Aguinaldo w jego tajnej kwaterze w Palanan na wyspie Luzon 23 marca 1901 r. Aguinaldo został zmuszony do złożenia przysięgi na wierność Stanom Zjednoczonym, które w zamian za to przyznały mu pensję i umożliwiły wycofanie się z polityki.
W 1935 r., kiedy został założony autonomiczny rząd jako forma przygotowania kraju do przyznania niepodległości, Aguinaldo wystąpił ze swoją kandydaturą na urząd prezydenta, ale został zdecydowanie pokonany. Znowu wycofał się z życia publicznego aż do momentu inwazji japońskiej na wyspy w 1941 r. Japończycy starali się wykorzystać jego osobę dla celów propagandowych i zmuszali go do wygłaszania rozmaitych mów, podpisywania artykułów czy wystosowywania apelów radiowych do gen. Douglasa MacArthura, wzywających go do zaprzestania oporu wobec Japończyków i „oszczędzenia kwiatu filipińskiej młodzieży”.
Po powrocie Amerykanów Aguinaldo został aresztowany i razem z innymi oskarżonymi o kolaborację z Japończykami. Był wtedy przetrzymywany w więzieniu w Bilibid. Wypuszczono go dopiero po ogłoszeniu amnestii prezydenckiej. W 1950 r. został członkiem Rady Państwa na mocy dekretu prezydenta Elpidia Quirina. W późniejszych latach poświęcił się problemom weteranów wojennych, promowaniu patriotyzmu i demokracji oraz polepszaniu stosunków ze Stanami Zjednoczonymi. Kres życia spędził w zaciszu domowym, jako przywódca rebelii uznany został za Garibaldiego Filipin.

## Upamiętnienie
Jego wizerunek umieszczony był na filipińskich monetach obiegowych o nominale 5 peso bitych w latach 1991-1994 i 1995-2017.